# Bund demokratischer Sozialisten
De Bund demokratischer Sozialisten (Nederlands: Bond van Democratische Socialisten, BDS) was een kleine socialistische partij in Oostenrijk die in 1959 deelnam aan de parlementsverkiezingen en daarbij 0,05% van de stemmen kreeg.
De BDS was een afsplitsing van de Sozialistische Partei Österreichs (SPÖ) en stond onder leiding van Paul Truppe (1913-1997) die van 1949 tot 1958 voor de SPÖ zitting had in de Nationale Raad. Naast Truppe speelde de vroegere VdU-activist Markus Sorger een rol van betekenis binnen de BDS.
Na de voor de BDS weinig succesvol verlopen parlementsverkiezingen van 1959 bleef de partij nog wel bestaan.